# 週刊ヤングジャンプ
『週刊ヤングジャンプ』（しゅうかんヤングジャンプ、WEEKLY YOUNG JUMP）は、集英社が発行する日本の週刊青年漫画雑誌。1979年（昭和54年）5月17日に月2回刊誌『ヤングジャンプ』として創刊し、1981年（昭和56年）の週刊化に伴い誌名を変更。毎週木曜日発売。略称は「ヤンジャン」、「YJ」。
本項では、ウェブコミック配信サイトである『となりのヤングジャンプ』『異世界ヤンジャン』および公式漫画アプリ『ヤンジャン＋』についても合わせて触れる。

## 概要
1979年5月17日に創刊。『週刊少年ジャンプ』の二代目編集長であった中野祐介が創刊編集長を務めた。現在刊行中の週刊青年漫画誌として最長の歴史を持つ。集英社は青年漫画誌として1969年（昭和44年）より『ジョーカー』を発行していたが同誌は半年で休刊となっており、10年振りとなる青年漫画誌であった。『ヤングジャンプ』の誌名の由来は、当時の週刊少年ジャンプの新人漫画賞の名称を流用したものである。
創刊時の編集方針は「（性を内包した）愛・暴力・権力（からの解放）」。これは『週刊少年ジャンプ』の三大方針である「友情・努力・勝利」を受け継ぎつつ、少年漫画の枠を取り払った自由度の高い青年誌において何を描くかという視点から生まれたものであり、いずれも想定読者層である10歳代後半から20歳代前半の頃に多くの読者がぶつかる壁であるとのコンセプトであった。
週刊少年ジャンプとは同じジャンプ系列の雑誌であるが、編集部同士の交流はほとんどない。元・週刊少年ジャンプ編集長の西村繁男は「週刊少年ジャンプと週刊ヤングジャンプは集英社内ではライバル関係であり、基本的に互いの編集方針や宣伝に関与しない」と著書に記している。
表紙は、創刊からしばらくは松下進によるMac Bearのイラストが飾り、その後1980年代後半には掲載作品、1990年代前半より女性アイドルグラビアに変わり、以降2020年代に至るまで原則としてグラビアが表紙を飾っている。2023年17号では、創刊以来初のYouTuber（いけちゃん）が表紙に起用された。また、まれに表紙に男性が起用される場合もある（桑田佳祐（1990年38号、1993年1号）、サザンオールスターズ（1992年39号）、ディエゴ・マラドーナ（1994年9号）、trf（1995年18号）、松坂大輔（2000年16号の第2表紙）、腐男塾の一員（2010年40号）、大谷翔平（2015年17号）、フェルナンド・トーレス（2018年47号）など）。2000年代に入って以後は、グラビアだけでなく掲載作品のカラーイラスト中心のデザインも表紙に用いられるようになった。例として『サラリーマン金太郎』（2001年35号）を皮切りに、『ローゼンメイデン』（2013年31号）、『All You Need Is Kill』（2014年15号）、『極黒のブリュンヒルデ』（2014年19号）、『BUNGO』(2015年47号)、『東京喰種』（2017年35号）などがある。これらは次号の予告で「表紙＋巻頭カラー」と書かれ、グラビアアイドルの代わりにマンガの表紙に（例えば2015年46号『BUNGO』など）。2015年16号の『ワンパンマン』と17号の大谷翔平など、グラビアアイドル以外の男性または漫画作品のイラストの表紙が2号連続となった例もある。2000年代の「合併号」でのグラビアアイドル以外の表紙は、2010年2,3号の鳥山明x桂正和のイラストを皮切りに、2017年3,4号と2019年21,22号で共に『キングダム』、2022年4,5号は『ウマ娘』、22,23号は最終回を迎えた『ゴールデンカムイ』、2024年36,37号は連載25周年を迎えた『リアル』が表紙を飾った。
漫画だけでなく、グラビアや袋とじ、ミュージシャンなどへのインタビュー記事なども誌面に盛り込んでいる。また、1996年には広末涼子をデビュー直後からグラビアに掲載し、以後数年の「広末人気」を強く後押しした。その活動初期からの信頼関係により、1998年にマスコミが広末の進学先の大学名に関して取材に躍起になっていた時期に『ヤングジャンプ』のみが他社を抑えての広末自身の心境を吐露した特集記事を掲載した。また、広末涼子はグラビアアイドルではない。15回以上表紙を飾っている。
1990年代以降、他メディアで取り上げられる作品を多く輩出し、「サラリーマン金太郎」「スカイハイ」「ホットマン」「ミステリー民俗学者 八雲樹」「夜王」「LIAR GAME」「ハチワンダイバー」などの作品はドラマ化、「エルフェンリート」「カッパの飼い方」「GANTZ」「少年アシベ」「B型H系」「キングダム」「極黒のブリュンヒルデ」などの作品はアニメ化、「ALIVE」「スカイハイ」「GANTZ」などの作品は映画化された。
掲載作は「ヤングジャンプ コミックス」に収録される。
2018年3月29日発売の17号より電子版の配信を開始。
2019年に創刊40周年を迎え、それを記念して同年10月19日にヤンジャン文化祭が開催された。
2024年7月7日には創刊45周年記念として『ヤングジャンプ45周年記念特別番組』をABEMAで配信した。この年には45周年グラビアとして26号でえなこが現役の「生きる伝説」として、29号で武田玲奈が4年ぶり、35号で市川由衣が18年ぶり、39号で後藤真希が19年ぶりに表紙と巻頭グラビアを担当した。44号ではレジェンドグラビア第5弾として、かつてチームYJとして活動した指原莉乃が担当。続く45号では第6弾として泉里香が7年ぶりに担当。52号では19年ぶりに若槻千夏が表紙及び巻頭グラビアを担当。かが屋・加賀翔が撮影を担当し、グラビア面全体としてもTBS『ラヴィット!』とのコラボ企画となった。

### トレードマークキャラ
初代のMac Bearと2代目Buddy Bearがいる。いずれもクマをモチーフとして松下進がデザインを担当している。初代のデザイン時にモチーフがクマとなったのは、松下にデザインを依頼した角南攻副編集長（当時）の依頼に因る。
初代のMac Bearは松下にとって初めてとなるオリジナルキャラクターであり、創刊よりしばらくは毎号の表紙を飾った。1989年にはF1世界選手権に参戦するレイトンハウスF1チームのスポンサーとしてヤングジャンプが付き、CG891のフロントウィングにJUMPロゴとMac Bearが描かれたマシンがF1の公式戦を走った。
1999年の『YJ』20周年を期に2代目のBuddy Bearに交代。表紙をグラビアが飾る2014年現在においても表紙と裏表紙に必ず描かれている。

## 歴代編集長
1. 中野祐介（1979年1巻1号 - 1983年）
2. 角南攻（1984年 - 1992年） - 創刊スタッフの一人であり[22]、初代副編集長[19]。
3. 山路則隆（1992年 - 1995年）
4. 日野義則（1995年 - 2000年）
5. 古田秀樹（2000年 - 2004年）
6. 田中純（2004年 - 2009年29号）
7. 今井孝昭（2009年30号 - 2012年31号）
8. 嶋智之（2012年32号 - 2013年47号）
9. 中村泰造（2013年48号[23] - 2014年）
10. 嶋智之（2014年 - 2019年）
11. 板谷智崇（2019年 - 2021年）
12. 増澤吉和（2021年- 現職）

## 連載中の作品
以下、2025年8月21日（2025年38号）現在連載中の作品。月1連載作品や不定期連載作品も含む。
| 作品名                                 | 作者（作画）                   | 原作など                                            | 開始号             | 備考                                                      |
| -------------------------------------- | ------------------------------ | --------------------------------------------------- | ------------------ | --------------------------------------------------------- |
| リアル                                 | 井上雄彦                       | －                                                  | 1999年48号         | シリーズ連載                                              |
| キングダム                             | 原泰久                         | －                                                  | 2006年9号          |                                                           |
| テラフォーマーズ                       | 橘賢一（画）                   | 貴家悠（作）                                        | 2012年22・23合併号 | 『ミラクルジャンプ』より移籍 月1連載                      |
| シャドーハウス                         | ソウマトウ                     | －                                                  | 2018年40号         | →月2連載                                                  |
| 九龍ジェネリックロマンス               | 眉月じゅん                     | －                                                  | 2019年49号         | 通常連載 → サイクル連載 (2勤1休連載) → 隔号連載 → 月1連載 |
| 君のことが大大大大大好きな 100人の彼女 | 野澤ゆき子                     | 中村力斗（原作）                                    | 2020年4・5合併号   |                                                           |
| ウマ娘 シンデレラグレイ                | 久住太陽                       | 杉浦理史・伊藤隼之介 （ストーリー） Cygames（原作） | 2020年28号         | 『ウマ娘 プリティーダービー』 を題材とした漫画            |
| ジャンケットバンク                     | 田中一行                       | －                                                  | 2020年35号         |                                                           |
| バツハレ                               | 稲葉みのり                     | －                                                  | 2022年15号         |                                                           |
| イリオス                               | 円城寺真己                     | －                                                  | 2022年20号         |                                                           |
| 4軍くん（仮）                          | 末広光                         | 森高夕次（原作）                                    | 2022年36・37合併号 |                                                           |
| カテナチオ                             | 森本大輔                       | －                                                  | 2022年48号         | →隔週連載                                                 |
| ダイヤモンドの功罪                     | 平井大橋                       | －                                                  | 2023年11号         |                                                           |
| のあ先輩はともだち。                   | あきやまえんま                 | －                                                  | 2023年32号         |                                                           |
| ドッグスレッド                         | 野田サトル                     | －                                                  | 2023年35号         | →隔週連載                                                 |
| ガス灯野良犬探偵団                     | 松原利光                       | 青崎有吾（原作）                                    | 2023年37・38合併号 |                                                           |
| 相席いいですか?                        | 河上だいしろう                 | －                                                  | 2023年50号         |                                                           |
| ハヴィラ戦記                           | みのすけ                       | －                                                  | 2024年19号         | 『ヤングジャンプダイイチワ』より連載化                    |
| スローライフ家康                       | 伊達恒大                       | 丈月城（原作）                                      | 2024年38号         |                                                           |
| 二兎の除霊師                           | 市川ヒロミ                     | －                                                  | 2024年48号         | 『ヤングジャンプダイイチワ』より連載化                    |
| げにかすり                             | 迫稔雄                         | －                                                  | 2025年10号         | →隔週連載                                                 |
| 銀色の路-半田銀山異聞-                 | 安彦良和                       | －                                                  | 2025年14号         | 短期集中連載 隔号連載                                     |
| メルヘンクラウン                       | 赤坂アカ あおいくじら アジチカ | －                                                  | 2025年16号         |                                                           |
| パンクガン                             | 沖尚樹                         | －                                                  | 2025年23号         |                                                           |
| タツキとタマキ                         | 吉田ユウマ                     | －                                                  | 2025年24号         |                                                           |
| ゲキドウ                               | 三澄スミ                       | ココカコ（原作）                                    | 2025年27号         |                                                           |
| おさななななじみ                       | 雪森寧々                       | －                                                  | 2025年31号         | →隔週連載                                                 |
| Stray Edge                             | 伊黒純                         | －                                                  | 2025年32号         |                                                           |
| カミキル-KAMI KILL-                    | ヤマサキリョウ                 | 此元和津也（原作）                                  | 2024年38号         |                                                           |

### 休載中
| 作品名         | 作者（作画） | 原作など | 開始号     | 備考         |
| -------------- | ------------ | -------- | ---------- | ------------ |
| 新グッドジョブ | 本宮ひろ志   | －       | 2022年14号 | シリーズ連載 |
| ノーマルガール | 家守真言     | －       | 2023年27号 | [ 35 ]       |

## 映像化作品

### アニメ化
| 作品                                         | 放送年                       | アニメーション制作                                    | 備考                       |
| -------------------------------------------- | ---------------------------- | ----------------------------------------------------- | -------------------------- |
| 栄光なき天才たち                             | 1990年（第1作）              | スタジオぎゃろっぷ                                    |                            |
| 栄光なき天才たち                             | 2017年（第2作）              | J.C.STAFF                                             | ドキュメンタリーと共に構成 |
| 少年アシベ                                   | 1991年（第1作第1期）         | ライフワーク                                          | OVAあり                    |
| 少年アシベ                                   | 1992年-1993年（第1作第2期）  | ライフワーク                                          |                            |
| 少年アシベ                                   | 2016年-2019年（第2作）       | ブリッジ フウシオスタジオ studioぱれっと シンエイ動画 |                            |
| あずみマンマ・ミーア                         | 1997年                       | 東映動画                                              |                            |
| ふたり暮らし                                 | 1998年                       | パブリック&ベーシック                                 |                            |
| COLORFUL                                     | 1999年                       | トライアングルスタッフ                                |                            |
| サラリーマン金太郎                           | 2001年                       | ジェイ・シー・エフ                                    |                            |
| GANTZ                                        | 2004年（第1期・第2期）       | GONZO                                                 |                            |
| エルフェンリート                             | 2004年                       | アームス                                              | 未放送1話あり              |
| カッパの飼い方                               | 2004年-2005年                | ピクチャーマジック                                    |                            |
| サムライガン                                 | 2004年                       | エッグ                                                |                            |
| おくさまは女子高生                           | 2005年                       | マッドハウス                                          |                            |
| B型H系                                       | 2010年                       | ハルフィルムメーカー                                  |                            |
| ZETMAN                                       | 2012年                       | トムス・エンタテインメント                            |                            |
| キングダム（アニメ）                         | 2012年-2013年（第1シリーズ） | ぴえろ                                                |                            |
| キングダム（アニメ）                         | 2013年-2014年（第2シリーズ） | ぴえろ                                                |                            |
| キングダム（アニメ）                         | 2020年-2021年（第3シリーズ） | ぴえろ スタジオ サインポスト                          |                            |
| キングダム（アニメ）                         | 2022年（第4シリーズ）        | ぴえろ スタジオ サインポスト                          |                            |
| キングダム（アニメ）                         | 2024年（第5シリーズ）        | ぴえろ スタジオ サインポスト                          |                            |
| キングダム（アニメ）                         | 2025年（第6シリーズ）        | ぴえろ スタジオ サインポスト                          |                            |
| ローゼンメイデン                             | 2013年（第2作）              | スタジオディーン                                      | 第1作時は他社にて掲載      |
| 極黒のブリュンヒルデ                         | 2014年                       | アームス                                              | OVAあり                    |
| テラフォーマーズ                             | 2014年（第1期）              | LIDENFILMS                                            |                            |
| テラフォーマーズ                             | 2016年（第2期）              | LIDENFILMS TYOアニメーションズ                        |                            |
| 東京喰種トーキョーグール                     | 2014年（第1期）              | studioぴえろ                                          | OVAあり                    |
| 東京喰種トーキョーグール                     | 2015年（第2期）              | studioぴえろ                                          | OVAあり                    |
| 東京喰種トーキョーグール                     | 2018年（第3期・第4期）       | studioぴえろ                                          | OVAあり                    |
| 干物妹!うまるちゃん                          | 2015年（第1期）              | 動画工房                                              | OVA（第1期）あり           |
| 干物妹!うまるちゃん                          | 2017年（第2期）              | 動画工房                                              | OVA（第1期）あり           |
| 潔癖男子!青山くん                            | 2017年                       | スタジオ雲雀                                          |                            |
| ゴールデンカムイ                             | 2018年（第一期・第二期）     | ジェノスタジオ                                        |                            |
| ゴールデンカムイ                             | 2020年（第三期）             | ジェノスタジオ                                        |                            |
| ゴールデンカムイ                             | 2022年-2023年（第四期）      | ブレインズ・ベース                                    |                            |
| かぐや様は告らせたい〜天才たちの恋愛頭脳戦〜 | 2019年（第1期）              | A-1 Pictures                                          | OVA（第2期）あり           |
| かぐや様は告らせたい〜天才たちの恋愛頭脳戦〜 | 2020年（第2期）              | A-1 Pictures                                          | OVA（第2期）あり           |
| かぐや様は告らせたい〜天才たちの恋愛頭脳戦〜 | 2022年（第3期）              | A-1 Pictures                                          | OVA（第2期）あり           |
| シャドーハウス                               | 2021年（第1期）              | CloverWorks                                           |                            |
| シャドーハウス                               | 2022年（第2期）              | CloverWorks                                           |                            |
| 久保さんは僕を許さない                       | 2023年                       | PINE JAM                                              |                            |
| 【推しの子】（アニメ）                       | 2023年（第1期）              | 動画工房                                              |                            |
| 【推しの子】（アニメ）                       | 2024年（第2期）              | 動画工房                                              |                            |
| 【推しの子】（アニメ）                       | 2026年（第3期）              | 動画工房                                              |                            |
| 君のことが大大大大大好きな100人の彼女        | 2023年（第1期）              | バイブリーアニメーションスタジオ                      |                            |
| 君のことが大大大大大好きな100人の彼女        | 2025年（第2期）              | バイブリーアニメーションスタジオ                      |                            |
| スナックバス江                               | 2024年                       | スタジオぷYUKAI                                       |                            |
| ウマ娘 シンデレラグレイ                      | 2025年                       | CygamesPictures                                       |                            |
| 九龍ジェネリックロマンス                     | 2025年                       | アルボアニメーション                                  |                            |

| 作品  | 公開年 | アニメーション制作     |
| ----- | ------ | ---------------------- |
| GANTZ | 2016年 | デジタル・フロンティア |

| 作品                     | 配信年 |
| ------------------------ | ------ |
| サイクロプス少女さいぷ〜 | 2013年 |
| へ〜せいポリスメン!!     | 2013年 |

| 作品                | 発売年                 | アニメーション制作                     | 備考             |
| ------------------- | ---------------------- | -------------------------------------- | ---------------- |
| みんなあげちゃう    | 1987年                 | アニメイトフィルム                     |                  |
| ザ・サムライ        | 1987年                 | 銀河帝国                               |                  |
| 孔雀王              | 1988年-1991年（第1作） | AIC（第1話、第3話） STUDIO SS（第2話） |                  |
| 孔雀王              | 1994年（第2作）        | マッドハウス                           |                  |
| NINETEEN 19         | 1990年                 | マッドハウス                           |                  |
| 緑山高校            | 1990年                 | バルク あにまる屋                      |                  |
| レモンエンジェル    | 1990年                 | エムアイ                               |                  |
| 押忍!!空手部        | 1990年-1992年          | N/A                                    |                  |
| マッド★ブル34       | 1990年-1992年          | マジックバス                           |                  |
| 俺の空 刑事編       | 1991年-1992年          | A.P.P.P.                               |                  |
| のぞみウィッチィズ  | 1992年                 | グループ・タック                       |                  |
| はいすくーる仁義    | 1992年                 | J.C.STAFF                              |                  |
| 花平バズーカ        | 1992年                 | スタジオシグナル                       |                  |
| B.B.フィッシュ      | 1994年                 | プロダクション・アイジー               |                  |
| いつかのメイン      | 1996年                 | J.C.STAFF                              |                  |
| ぼくのマリー        | 1996年                 | ぴえろ                                 |                  |
| タトゥーン★マスター | 1996年                 | AIC                                    |                  |
| 変                  | 1997年                 | グループ・タック                       |                  |
| 厄災仔寵            | 1997年                 | ダックスインターナショナル             |                  |
| KIRARA              | 2000年                 | 葦プロダクション                       |                  |
| 高校鉄拳伝タフ      | 2002年（第1巻、第3巻） | AIC                                    |                  |
| 高校鉄拳伝タフ      | 2004年（第3巻）        | AIC                                    |                  |
| 嘘喰い              | 2012年                 | N/A                                    | 26巻限定版に付属 |

### ドラマ化
| 作品               | 放送年                 | 制作                                       | 製作                                       | 備考                                       |
| ------------------ | ---------------------- | ------------------------------------------ | ------------------------------------------ | ------------------------------------------ |
| みんなあげちゃう   | 1987年                 | N/A                                        | N/A                                        |                                            |
| ザ・サムライ       | 1986年                 | N/A                                        | 円谷プロダクション                         |                                            |
| 変                 | 1996年（第1作・第2作） | テレビ朝日 木下プロダクション              | N/A                                        |                                            |
| KIRARA             | 1996年                 | テレビ朝日、アミューズ                     | N/A                                        |                                            |
| Y氏の隣人          | 1998年                 | N/A                                        | TBS                                        | コーナードラマ                             |
| サラリーマン金太郎 | 1999年-2004年（第1作） | N/A                                        | ドリマックス・テレビジョン TBS             |                                            |
| サラリーマン金太郎 | 2008年-2010年（第2作） | テレビ朝日 メディアミックス・ジャパン      | N/A                                        |                                            |
| スカイハイ         | 2003年（第1期）        | テレビ朝日、アミューズ                     | N/A                                        | 映画あり                                   |
| スカイハイ         | 2004年（第2期）        | テレビ朝日、アミューズ                     | N/A                                        | 映画あり                                   |
| ホットマン         | 2003年（第1期）        | N/A                                        | TBS アベクカンパニー                       |                                            |
| ホットマン         | 2004年（SP・第2期）    | N/A                                        | TBS アベクカンパニー                       |                                            |
| 夜王               | 2005年（単発）         | TBS、ドリマックス・テレビジョン            | N/A                                        |                                            |
| 夜王               | 2006年（連続）         | TBS、ドリマックス・テレビジョン            | N/A                                        |                                            |
| LIAR GAME          | 2007年（第1期）        | フジテレビ                                 | N/A                                        | 映画あり                                   |
| LIAR GAME          | 2009年（第2期）        | フジテレビ                                 | N/A                                        | 映画あり                                   |
| 法の庭             | 2007年                 | フジテレビ テレパック                      | N/A                                        |                                            |
| ハチワンダイバー   | 2008年                 | フジテレビドラマ制作センター               | N/A                                        |                                            |
| 打撃天使ルリ       | 2008年                 | テレビ朝日                                 | N/A                                        |                                            |
| 俺の空 刑事編      | 2011年                 | テレビ朝日 メディアミックス・ジャパン      | N/A                                        |                                            |
| ぱじ               | 2013年                 | N/A                                        | テレビ東京 メディアミックス・ジャパン      |                                            |
| 仮面ティーチャー   | 2013年（連続）         | 日テレアックスオン                         | 「仮面ティーチャー」製作委員会             | 映画あり                                   |
| 仮面ティーチャー   | 2014年（SP）           | 日テレアックスオン                         | 「仮面ティーチャー」製作委員会             | 映画あり                                   |
| ドロ刑             | 2018年                 | The icon（協力）                           | 日本テレビ                                 |                                            |
| べしゃり暮らし     | 2019年                 | テレビ朝日、東映                           | N/A                                        |                                            |
| 少年のアビス       | 2022年                 | ホリプロ                                   | 「少年のアビス」製作委員会 毎日放送        |                                            |
| スタンドUPスタート | 2023年                 | ファインエンターテイメント（協力）         | フジテレビ                                 |                                            |
| ゴールデンカムイ   | 2024年                 | CREDEUS                                    | WOWOW                                      | 映画の続編                                 |
| 【推しの子】       | 2024年                 | 提供:東映、Prime Video独占配信、映画で完結 | 提供:東映、Prime Video独占配信、映画で完結 | 提供:東映、Prime Video独占配信、映画で完結 |
| 女優めし           | 2025年                 | フジテレビ、FCC（協力）                    | N/A                                        |                                            |

### 実写映画化
| 作品                                         | 公開年                       | 監督              | 配給                                          | 備考                   |
| -------------------------------------------- | ---------------------------- | ----------------- | --------------------------------------------- | ---------------------- |
| ばあじんロード                               | 1984年                       | 西河克己          | N/A                                           | [ 注釈 2 ]             |
| みんなあげちゃう                             | 1985年                       | 金子修介          | にっかつ                                      |                        |
| ザ・サムライ                                 | 1986年                       | 鈴木則文          | 東映                                          |                        |
| いとしのエリー                               | 1987年                       | 佐藤雅道          | 東宝                                          |                        |
| 押忍!!空手部                                 | 1990年                       | 村川透            | 松竹                                          |                        |
| のぞみウィッチィズ                           | 1990年                       | 関本郁夫          | 松竹                                          |                        |
| はいすくーる仁義                             | 1991年（第1作）              | 小松隆志          | 大映                                          |                        |
| はいすくーる仁義                             | 1992年（第2作）              | 小松隆志          | 大映                                          |                        |
| はいすくーる仁義                             | 1994年（外伝・第3作）        | 小松隆志          | 大映                                          | 外伝：オリジナルビデオ |
| B.B.フィッシュ                               | 1993年                       | 葉山陽一郎        | 東映 東映ビデオ                               | オリジナルビデオ       |
| 厄災仔寵                                     | 1997年（第1作・第2作）       | 金澤克次          | Softgarage                                    | オリジナルビデオ       |
| Y氏の隣人                                    | 1997年                       | 大井利夫          | N/A                                           | オリジナルビデオ       |
| 俺の空 刑事編                                | 1998年                       | 山地浩            | GAGAプロダクションズ                          | オリジナルビデオ       |
| ALIVE                                        | 2003年                       | 北村龍平          | クロックワークス                              |                        |
| AVない奴ら                                   | 2008年                       | 小林憲史          | エースデュースエンタテインメント              | オリジナルビデオ       |
| GANTZ                                        | 2011年（前編・後編）         | 佐藤信介          | 東宝                                          |                        |
| ARCANA                                       | 2013年                       | 山口義高          | 日活                                          |                        |
| テラフォーマーズ                             | 2016年                       | 三池崇史          | ワーナー・ブラザース映画                      | Webドラマあり          |
| 東京喰種トーキョーグール                     | 2017年                       | 萩原健太郎        | 松竹                                          |                        |
| キングダム                                   | 2019年（第1作）              | 佐藤信介          | 東宝 ソニー・ピクチャーズ・エンタテインメント |                        |
| キングダム                                   | 2022年（第2作）              | 佐藤信介          | 東宝 ソニー・ピクチャーズ・エンタテインメント |                        |
| キングダム                                   | 2023年（第3作）              | 佐藤信介          | 東宝 ソニー・ピクチャーズ・エンタテインメント |                        |
| キングダム                                   | 2024年（第4作）              | 佐藤信介          | 東宝 ソニー・ピクチャーズ・エンタテインメント |                        |
| かぐや様は告らせたい〜天才たちの恋愛頭脳戦〜 | 2019年（第1作）              | 河合勇人          | 東宝                                          |                        |
| かぐや様は告らせたい〜天才たちの恋愛頭脳戦〜 | 2021年（第2作）              | 河合勇人          | 東宝                                          |                        |
| 群青戦記                                     | 2021年                       | 本広克行          | 東宝                                          |                        |
| 嘘喰い                                       | 2022年                       | 中田秀夫          | ワーナー・ブラザース映画                      |                        |
| ゴールデンカムイ                             | 2024年                       | 久保茂昭          | 東宝                                          | Webドラマあり          |
| 【推しの子】                                 | 2024年                       | スミス (映像作家) | 東映                                          | 実写ドラマの続編       |
| サラリーマン金太郎                           | 2025年（【暁】編・【魁】編） | 下山天            | ライツキューブ、ティ・ジョイ                  |                        |
| 九龍ジェネリックロマンス                     | 2025年                       | 池田千尋          | バンダイナムコフィルムワークス                |                        |

## 発行部数
- 2004年（2003年9月 - 2004年8月） 1,136,666部[46]
- 2005年（2004年9月 - 2005年8月） 1,081,459部[46]
- 2006年（2005年9月 - 2006年8月） 1,006,875部[46]
- 2007年（2006年9月 - 2007年8月） 967,250部[46]
- 2008年（2007年10月 - 2008年9月） 939,896部[46]

|        | 1〜3月     | 4〜6月     | 7〜9月     | 10〜12月   |
| ------ | ---------- | ---------- | ---------- | ---------- |
| 2008年 |            | 935,417 部 | 920,834 部 | 900,917 部 |
| 2009年 | 851,667 部 | 838,334 部 | 820,834 部 | 805,834 部 |
| 2010年 | 770,834 部 | 755,000 部 | 746,154 部 | 738,334 部 |
| 2011年 | 723,084 部 | 675,637 部 | 682,084 部 | 675,834 部 |
| 2012年 | 662,500 部 | 650,000 部 | 636,667 部 | 624,167 部 |
| 2013年 | 611,667 部 | 602,500 部 | 599,167 部 | 598,462 部 |
| 2014年 | 598,182 部 | 598,334 部 | 591,667 部 | 588,462 部 |
| 2015年 | 577,273 部 | 574,167 部 | 564,167 部 | 563,462 部 |
| 2016年 | 561,250 部 | 553,333 部 | 550,000 部 | 546,250 部 |
| 2017年 | 535,000 部 | 532,500 部 | 534,167 部 | 530,833 部 |
| 2018年 | 522,500 部 | 512,500 部 | 505,417 部 | 485,538 部 |
| 2019年 | 467,209 部 | 466,075 部 | 449,000 部 | 433,077 部 |
| 2020年 | 421,909 部 | 415,083 部 | 414,636 部 | 404,077 部 |
| 2021年 | 376,364 部 | 354,167 部 | 340,000 部 | 328,750 部 |
| 2022年 | 326,667 部 | 309,167 部 | 290,833 部 | 281,667 部 |
| 2023年 | 277,500 部 | 274,167 部 | 271,667 部 | 261,667 部 |
| 2024年 | 258,333 部 | 247,500 部 | 247,500 部 | 246,538 部 |
| 2025年 | 234,091 部 | 232,500 部 |            |            |

## 派生誌・増刊号
『YJ』は集英社における青年漫画誌の源流であり、同社の多くの青年漫画誌が『ヤングジャンプ増刊』として始まっている。このため派生誌の単行本もヤングジャンプ コミックスレーベル下からの発行となっている。
ただし、青年漫画誌の中でも『スーパージャンプ』は『YJ』創刊後に『週刊少年ジャンプ』の増刊号として始まっており、『YJ』からの派生誌ではない。このため単行本もヤングジャンプ コミックスからではなくジャンプ・コミックスからの発行となっている。
2011年1月13日、休刊した月刊ヤングジャンプに代わり、新たな兄弟誌『ミラクルジャンプ』が創刊された。

### 増刊号
- YJ面白増刊→YJおもしろブック→OMO
- EXPRESS
- YJ別冊 Green Note→制服コレクションYEAR BOOK
- YJ1000P増刊→漫太郎→漫革ルーキーズ
- YJコミックレット
- ヤングジャンプ30→ヤングジャンプDX
- 漫革→月刊ヤングジャンプ→ミラクルジャンプ
- アオハル
- ヤングジャンプバトル
- ヤングジャンプラブ
- ヤングジャンプヒロイン[47]
- ヤングジャンプダイイチワ[48][49][50]

### 派生誌
- ビジネスジャンプ→グランドジャンプ
- ベアーズクラブ（休刊）
- ウルトラジャンプ
- ジャンプ改

## webYJ
『webYJ（Web YOUNG JUMP）』は、ヤングジャンプ公式サイトの略称。かつて、サイト内で本誌連載作品の新エピソード連載が行なわれていたが、現在は『となりのヤングジャンプ』にウェブ上での新作発表の場を譲り、webYJの「オンラインマンガ」はもっぱら本誌作品の試し読みおよびMANGAグランプリ入賞作品発表の場として運用されている。
以下は『webYJ』で連載された漫画作品の一覧である。
- ロンジコーン（吉村拓也）2012年7月26日 - 2012年10月18日（木曜0時更新、隔週掲載）←『週刊ヤングジャンプ』より移籍
- オキザリスの旗 長宗我部元親外伝（井出圭亮）2011年9月29日 - 2012年7月5日 （木曜0時更新）←『週刊ヤングジャンプ』より移籍
- カイチュー!（林佑樹）2010年4月22日 - 2012年8月2日（木曜0時更新）←『週刊ヤングジャンプ』より移籍
- 石影妖漫画譚（河合孝典）2010年12月9日 - 2012年11月22日（木曜0時更新）←『週刊ヤングジャンプ』より移籍

## となりのヤングジャンプ
『となりのヤングジャンプ』は、『ヤングジャンプ』のウェブコミック配信サイト。略称は「となジャン」。2012年6月14日に開設され、「毎日更新! 完全無料!! 登録不要!!!」をキャッチフレーズとして掲げている。また、掲載する作品は日刊、週刊、月刊、季刊と多様な連載ペースが想定されている。主に金曜更新のオリジナル連載、火曜更新の『異世界ヤンジャン』連載のほかに、公開期間限定でアプリ『ヤンジャン＋』、雑誌（『ヤングジャンプ』など）の連載作品も配信されている。

### 連載作品（となジャン）
出典のある作品を除き、連載開始の日付は公式サイトに基づく。
| 作品名                                                     | 作者（作画など）              | 原作など | 開始       | 備考                                                         |
| ---------------------------------------------------------- | ----------------------------- | --- | ---------- | ------------------------------------------------------------ |
| ワンパンマン                                               | 村田雄介（作画）              | ONE（原作） | 2012.6.14  |                                                              |
| 憂鬱くんとサキュバスさん                                   | さかめがね                    | | 2015.12.6  | 休載中                                                       |
| 明日（あけび）ちゃんのセーラー服                           | 博                            | | 2016.8.2   |                                                              |
| 僕の未来は魔女の中                                         | なかだまお                    | | 2020.1.27  | 休載中                                                       |
| 竜馬がくる                                                 | はなや（作画） 8KEY（コンテ） | 春日みかげ（原作） 森沢晴行（キャラクター原案） (ダッシュエックス文庫刊)                                                                                 | 2020.7.17  | 休載中                                                       |
| こういうのがいい                                           | 双龍                          | | 2020.10.16 |                                                              |
| 超人X                                                      | 石田スイ                      | | 2021.5.10  | 本誌にも出張連載                                             |
| アクマノススメ                                             | 甘酒縞                        | | 2021.11.26 | 休載中                                                       |
| TIGER & BUNNY 2 THE COMIC                                  | 上田宏（作画）                | 吉田恵里香（作） BN Pictures（企画・原作・制作） 西田征史（シリーズ構成・脚本・ストーリーディレクター） 桂正和（キャラクターデザイン・ヒーローデザイン） | 2022.4.15  | 休載中 テレビアニメ「TIGER & BUNNY 2」のコミカライズ         |
| エリオと電気人形                                           | 黒イ森（作画）                | 島崎無印（原作） | 2022.6.3   |                                                              |
| 異世界ひろゆき                                             | 西出ケンゴロー（作画）        | - 戸塚たくす（原作） - ひろゆき（監修） | 2022.07.08 |                                                              |
| つれないほど青くて あざといくらいに赤い                    | tomomi                        | | 2022.8.11  |                                                              |
| ヤンキー君と科学ごはん                                     | 岡叶                          | | 2022.8.26  |                                                              |
| となりの百怪見聞録                                         | 綿貫芳子                      | | 2022.9.2   |                                                              |
| OHMYGOD                                                    | 反田背骨                      | | 2022.9.23  |                                                              |
| ちいさい友だち                                             | ミナヅキアキラ                | | 2023.2.10  | 休載中                                                       |
| ウマ娘 プリティーダービー スターブロッサム                 | 保谷伸（漫画）                | Cygames（原作） 文殊咲（脚本） | 2023.4.10  | 『ウマ娘 プリティーダービー』のコミカライズ                  |
| 聖母（マリア）の断罪                                       | 亀島潤斗（作画）              | カズキ（原作） | 2023.05.05 |                                                              |
| しれっとすげぇこと言ってるギャル。-私立パラの丸高校の日常- | おつじ（漫画）                | 松浦太一（Plott）（原作） | 2023.11.15 | YouTubeチャンネル『私立パラの丸高校（@parako）』のスピンオフ |
| バカ女26時                                                 | 彩乃浦助（作画）              | 遠野めざ（原作） | 2023.11.22 |                                                              |
| ポン太がヒトになりまして。                                 | 濱田賢治                      | | 2024.01.17 | 『X』連載作品の再配信                                        |
| あなた達それでも先生ですかっ!                              | 石坂リューダイ                | | 2024.01.26 |                                                              |
| 姉のともだち                                               | 高瀬わか                      | | 2024.01.31 |                                                              |
| 共飯（ぐる）グルメ!                                        | スガワラエスコ                | | 2024.06.21 |                                                              |
| 生意気なギャル姉を解らせる話                               | 江垣沼                        | | 2024.07.12 |                                                              |
| 巡る遊星                                                   | 中島佑                        | | 2024.07.19 |                                                              |
| 怪しいおまわりさん                                         | 無機質                        | | 2024.10.02 |                                                              |
| ホストと魔王                                               | ホン・トク                    | | 2024.10.09 |                                                              |
| 円環のエモーションズ                                       | 原田ケンタロー（漫画）        | 花林ソラ（原作） | 2024.11.01 |                                                              |
| やめろ好きになってしまう                                   | もりぐちあきら                | | 2025.03.14 |                                                              |
| ゾンビのバカヤロー!!!                                      | おさとう（作画）              | 荒井小豆（原作） | 2025.05.16 | 『醤油を借りにいくだけ(略)』のリブート                       |
| Summer Pockets—なつのたからもの—                           | wogura（漫画）                | Key（原作） | 2025.05.30 | TVアニメ「Summer Pockets」のコミカライズ                     |
| 理想郷女子図鑑 〜私の結婚生活、とっても幸せです〜          | 山田シロ彦（漫画）            | 江坂純（原作） | 2025.07.04 |                                                              |
| 東京KINOKO〜世界ランキング1位のコミュ力最弱JK〜            | 加藤よし江（漫画）            | 四葉夕ト（原作） | 2025.08.01 |                                                              |
| どこよりも遠い場所にいる君へ                               | チノハルカ（漫画）            | 阿部暁子（原作） （集英社オレンジ文庫刊） | 2025.08.06 |                                                              |

### 本誌より移籍した作品
- 殺人無罪（作画／上田宏、原作／熊谷純）
- DINER ダイナー（作画／河合孝典、原作／平山夢明）
- ライカンスロープ冒険保険（西義之）

### 映像化作品（となジャン）

#### アニメ化（となジャン）
| 作品                           | 放送年          | アニメーション制作 | 備考 |
| ------------------------------ | --------------- | ------------------ | ---- |
| ワンパンマン                   | 2015年（第1期） | マッドハウス       |      |
| ワンパンマン                   | 2019年（第2期） | J.C.STAFF          |      |
| 灼熱の卓球娘                   | 2016年          | キネマシトラス     |      |
| ライフル・イズ・ビューティフル | 2019年 - 2020年 | Studio 3Hz         |      |
| 明日ちゃんのセーラー服         | 2022年          | CloverWorks        |      |

#### ドラマ化（となジャン）
| 作品             | 放送年 | 制作                 | 備考 |
| ---------------- | ------ | -------------------- | ---- |
| 早朝始発の殺風景 | 2022年 | TBSスパークル、WOWOW |      |
| こういうのがいい | 2023年 | ABCテレビ            |      |

## 異世界ヤンジャン
『異世界ヤンジャン』はニコニコ漫画とヤングジャンプ編集部が提供する、ライトノベル原作のファンタジー漫画作品などを配信するレーベルである。掲載作品は「ニコニコ漫画」と「となりのヤングジャンプ」での独占配信となる。
以下、公式サイト（ニコニコ漫画）で配信されている作品。開始・終了はニコニコ漫画版による。
|  | 2025年8月5日現在連載中 |

| 作品名 | 作者（作画）           | 原作など                                                                                     | 開始       | 終了       | 備考                                                                            |
| --- | ---------------------- | -------------------------------------------------------------------------------------------- | ---------- | ---------- | ------------------------------------------------------------------------------- |
| 竜と勇者と配達人                                                                                                   | グレゴリウス山田       | －                                                                                           | 2017.07.07 | 2023.09.29 | 全9巻、『私家版』（個人出版）1巻 ←『となりのヤングジャンプ』連載                |
| 転生ゴブリンだけど質問ある?                                                                                        | 荒木宰                 | 三木なずな                                                                                   | 2020.03.05 | 連載中     | ←『となりのヤングジャンプ』連載                                                 |
| ヴァルハラ・オティンティン館                                                                                       | 夕仁                   | - 求嵐（原作） - 萌木雄太（キャラクター原案） - （ビギニングノベルズ刊）                     | 2020.08.27 | 連載中     | 『ウルトラジャンプ』連載                                                        |
| 魔帝教師と従属少女の背徳契約                                                                                       | 蛙屋蒼太               | - 虹元喜多朗（原作） - ヨシモト（キャラクター原案） - （HJ文庫刊）                           | 2022.04.26 | 2023.02.28 | 全2巻                                                                           |
| サベージファングお嬢様 史上最強の傭兵は史上最凶の暴虐令嬢となって二度目の世界を無双する                            | 午子（うまし）         | - 赤石赫々（あかしかっかく）（原作） - かやはら（キャラクター原案） - （ファンタジア文庫刊） | 2022.04.26 | 2023.05.09 | 全3巻                                                                           |
| はたらけ!おじさんの森                                                                                              | 中原開平               | - 朱雀伸吾（原作） - 深山フギン（キャラクターデザイン） - （ヒーロー文庫刊）                 | 2022.04.26 | 2023.07.11 | 全3巻                                                                           |
| ねぇ、もういっそつき合っちゃう? 幼馴染の美少女に頼まれて、カモフラ彼氏はじめました                                 | 西島黎                 | - 叶田キズ（原作） - 塩かずのこ（キャラクター原案） - （HJ文庫刊）                           | 2022.04.26 | 2024.10.15 | 全7巻                                                                           |
| 聖女セレスティアの経験値                                                                                           | 藤島真ノ介             | 安田剛助                                                                                     | 2022.05.31 | 2023.03.28 | 全2巻 ←となジャン短期集中『淫らな聖女様の経験値』（2022.01.06-01.21）から連載化 |
| 【世界最強の執事】 ブラック職場を追放された俺、氷の令嬢に拾われる                                                  | kamui                  | 昼行燈                                                                                       | 2022.06.14 | 連載中     |                                                                                 |
| 異世界ひろゆき | 西出ケンゴロー（作画） | - 戸塚たくす（原作） - ひろゆき（監修）                                                      | 2022.07.19 | 連載中     | 『となりのヤングジャンプ』連載                                                  |
| 俺だけ不遇スキルの異世界召喚叛逆記 〜最弱スキル【吸収】が全てを飲み込むまで〜                                      | 高幡隆盛               | すかいふぁーむ                                                                               | 2022.09.06 | 連載中     |                                                                                 |
| 十三番目の転生者〜俺だけ見捨てた女神をぶっ飛ばす!〜                                                                | 小林煌                 | 日之影ソラ                                                                                   | 2022.09.13 | 2024.02.27 | 全4巻                                                                           |
| 救世主《メシア》〜異世界を救った元勇者が魔物のあふれる現実世界を無双する〜                                         | 原田絵理               | 平成オワリ                                                                                   | 2022.09.20 | 連載中     |                                                                                 |
| 異世界編集者〜漫画で世界を救う事になりました〜                                                                     | ホリエリュウ（作画）   | 稲葉そーへー                                                                                 | 2022.12.06 | 2025.01.28 | 全4巻                                                                           |
| ハードモードな悪役令嬢に転生しましたが生き延びて世界を救います!                                                    | 川瀬夏菜               | 彩戸ゆめ                                                                                     | 2022.12.13 | 2025.01.28 | 全4巻                                                                           |
| 世界に一人、全属性魔法の使い手                                                                                     | 山田こたろ（作画）     | - かたなかじ（原作） - 萩織章仁（構成）                                                      | 2022.12.20 | 連載中     |                                                                                 |
| グランドワーフ〜町工職人、匠の技で異世界無双〜                                                                     | 斉藤尚武               | －                                                                                           | 2023.02.14 | 2024.10.29 | 全5巻                                                                           |
| 朝比奈さんの弁当食べたい                                                                                           | 示よう子               | - 羊思尚生（原作） - U35（キャラクター原案） - （HJ文庫刊）                                  | 2023.02.21 | 2024.02.20 | 全3巻                                                                           |
| モンむすご!〜翻訳スキルで最強モン娘と異世界生活〜                                                                  | ふくまーや             | kimimaro                                                                                     | 2023.02.28 | 2025.05.27 | 全3巻                                                                           |
| 災悪のアヴァロン                                                                                                   | 佐藤ゼロ               | - 鳴沢明人（原作） - KeG（キャラクター原案） - （HJノベルス刊）                              | 2023.03.14 | 連載中     |                                                                                 |
| 勇者一行の専属医                                                                                                   | 中村尚儁               | 蒼空チョコ                                                                                   | 2023.05.09 | 連載中     |                                                                                 |
| グールが世界を救ったことを私だけが知っている                                                                       | 火浦R（作画）          | - 下等妙人（原作） - 米白粕（キャラクター原案） - （ファンタジア文庫刊）                     | 2023.07.04 | 連載中     |                                                                                 |
| 皇帝の孫に転生する皇帝                                                                                             | おおもりあめ           | 三木なずな                                                                                   | 2023.10.10 | 連載中     |                                                                                 |
| ただのJK、異世界で魔王になる                                                                                       | 宮田ダム               | 日之影ソラ                                                                                   | 2023.10.24 | 2024.08.27 | 全3巻                                                                           |
| 魔力絶無の竜拳使い〜魔力ゼロの竜王の息子、ぼっち故に、友達を作るために魔導学園で無双する〜                         | 舛谷隆太郎             | 八茶橋らっく                                                                                 | 2023.12.05 | 連載中     |                                                                                 |
| スライム聖女 | 午子                   | 八緒あいら                                                                                   | 2023.12.12 | 連載中     |                                                                                 |
| 魔道機巧〜壊れた勇者の復讐譚〜                                                                                     | 入鹿良光               | おうすけ                                                                                     | 2024.03.12 | 連載中     |                                                                                 |
| 濡れ衣で追放された最強解呪士、幻の古代王国を再興させて無双する〜呪破の王と奈落の姫〜                               | 蒼和伸（作画）         | nns（原作） すかいふぁーむ（原案）                                                           | 2024.03.26 | 連載中     |                                                                                 |
| 転生アラサー女子の異世改活 政略結婚は嫌なので、雑学知識で楽しい改革ライフを決行しちゃいます!                       | 日野彰                 | - 清水ゆりか（原作） - すざく（キャラクター原案） - （HJノベルス刊）                         | 2024.06.18 | 連載中     | 『ウルトラジャンプ』連載                                                        |
| 社畜テイマー、可愛いスライムのおかげで無自覚なまま無双する〜うっかり国内トップの配信に映り込んで最強がバレました〜 | 染井惣介               | すかいふぁーむ                                                                               | 2025.01.28 | 連載中     | 『ウルトラジャンプ』連載                                                        |
| 左遷された第三王女は『辺境改革』を始めます!!                                                                       | あずまたま             | 日之影ソラ                                                                                   | 2025.02.11 | 連載中     |                                                                                 |
| 最強の剣聖と賢者のもとに転生した俺は無自覚無双する                                                                 | IsII                   | 岸本和葉                                                                                     | 2025.02.18 | 連載中     |                                                                                 |
| 二周目賢者の英雄譚〜生まれ変わった最強、前世で鍛えた魔法で学園無双する〜                                           | 蛍幻飛鳥               | 岸本和葉                                                                                     | 2025.05.13 | 連載中     |                                                                                 |
| 東京KINOKO〜世界ランキング1位のコミュ力最弱JK〜                                                                    | 加藤よし江             | 四葉夕ト                                                                                     | 2025.08.05 | 連載中     | 『となりのヤングジャンプ』連載                                                  |

## ヤンジャン＋
『ヤンジャン＋』（ヤンジャンぷらす）は、集英社公式・ジャンプ系青年マンガ誌総合サイト＆アプリである。2018年4月9日に『ヤンジャン！』の名称で開設されたが、2025年7月1日にリニューアル。2024年5月時点での累計ダウンロード数は1000万。
『YJ』本誌や『ヤンジャン＋オリジナル』『となりのヤングジャンプ』『グランドジャンプ』『ウルトラジャンプ』『異世界ヤンジャン』『水曜日はまったりダッシュエックスコミック』の連載作品を読むことが出来る。
以下のような特徴がある。
- BLUEメンバーシップ[71]というデジタル版サブスクリプションでは定額（2024年2月時点で月額980円）でヤングジャンプ最新号が高画質で読み放題となる（2024年2月時点で主な連載作品レンタルは1話120円）。会員限定コンテンツも提供される[72]。
- 「話単位」で連載の各話ごとにレンタル、または「巻単位」で刊行コミックス各巻ごとに購入できる。
- 『YJ』本誌も発売日に作品ごとの「話単位」でレンタル、または最新号デジタル版でまとめて購入できる。
- 作品により無料、または配布されるチケットで毎日1話無料で読めるものもある。またキャンペーン期間などで無料で読める作品もある。
- 「巻単位」ではジャンプ コミックス作品も購入できる。

以下、「ヤンジャン＋」オリジナル連載作品。
|  | 2025年5月20日現在連載中 |

| 作品名                                                | 作者（作画）   | 原作など                                                                    | 開始       | 終了       | 備考                                                                            |
| ----------------------------------------------------- | -------------- | --------------------------------------------------------------------------- | ---------- | ---------- | ------------------------------------------------------------------------------- |
| NEETING LIFE ニーティング・ライフ                     | 筒井哲也       | －                                                                          | 2021.12.07 | 2023.01.03 | 全2巻                                                                           |
| 最後の不良                                            | 山本隆一郎     | －                                                                          | 2021.12.07 | －         |                                                                                 |
| 粛正の解毒師                                          | 栗原正尚       | －                                                                          | 2021.12.07 | －         |                                                                                 |
| DOOOOM―ドゥーム―                                      | 一宮幽         | あかほりさとる                                                              | 2022.02.22 | －         |                                                                                 |
| 境界のエンドフィール                                  | アントンシク   | - 近藤たかし（原作） - （監修）理学療法士／高橋哲也・藤野雄次（順天堂大学） | 2022.03.15 | －         |                                                                                 |
| 未来のムスコ〜恋人いない歴10年の私に息子が降ってきた! | 黒麦はぢめ     | 阿相クミコ                                                                  | 2022.04.26 | 2025.05.20 | 全8巻                                                                           |
| 何も知らないけど、キミが好き。                        | きし晴護       | －                                                                          | 2023.02.02 | 2024.09.12 | 全4巻。第1回ドラマンガ大賞準入選。『YJ』本誌連載は第4話まで。『YJ』電子版連載。 |
| ゴールデンエッグ                                      | 鈴木大四郎     | 横幕智裕                                                                    | 2023.03.07 | －         |                                                                                 |
| SIX-推しと私のディスタンス-                           | 坂本拓         | －                                                                          | 2023.08.08 | －         | カラー、縦読み                                                                  |
| GANTZ:E                                               | 花月仁（作画） | 奥浩哉                                                                      | 2024.01.09 | －         | 『GANTZ』のスピンオフ作品 ←『YJ』本誌                                           |
| ふるさと頂きます                                      | 由井ひな子     | 天宮久                                                                      | 2024.08.13 | －         |                                                                                 |

## 漫画賞
2025年より「集英社青年漫画新人大賞」が定例化され集英社青年漫画全誌合同により毎年開催される。
2022年より「ドラマンガ大賞」を設けている。集英社青年コミック誌グループ、めちゃコミック、MBSドラマの3社合同選考で、TVドラマ化を目指すマンガを選ぶもの。
2022年7月より月例賞として「週刊ヤングジャンプ新人漫画大賞」を設けている。未発表のオリジナル日本語作品であれば応募可能である。

それ以前は2013年7月より「シンマン賞（ヤングジャンプ月例新人漫画賞）」があり、第108回2022年6月期で終了した。

それ以前は2001年7月より月例「MANGAグランプリ」があり、第144回2013年6月期で終了した。また不定期の「新原作大賞」があり、2011年末に締め切られた第6回の応募数は約500作。
2020年に週刊ヤングジャンプ創刊40周年記念として、集英社青年コミック誌グループで「1億円40漫画賞」を開催した。
2023年に「となりのヤングジャンプ」10周年記念として「10漫画賞」を開催した。10部門のそれぞれに大賞を出した。
2024年に週刊ヤングジャンプ創刊45周年記念として、『集英社⻘年漫画新人大賞』という集英社の青年漫画3媒体による漫画賞が開催された。賞金総額最大1億円、全45部門で募集した。

## グラビア賞
- グラビアJAPAN - 週刊プレイボーイとの共同の次世代アイドル発掘オーディション。
- 全国女子高生制服コレクション - 1992年から開催されたコンテスト。高校生世代が対象。2001年から制コレとなった。
- サキドルエースSURVIVAL - グループアイドル所属者によるグラビアコンテスト。
- ゲンセキ - グラビアアイドル発掘プロジェクト。
- 美少女mining - 2021年から美少女図鑑と共同で行っている全国に潜む美少女の原石を発掘するオーディション企画。